# Peintre I
Pictor I
Peintre I (désignation internationale Pictor I, en abrégé Pic I), aussi connue comme DES J0443.8-5017, est une galaxie naine située à une distance d'environ 114 kiloparsecs du Soleil, dans la constellation australe du Peintre.

## Découverte
Peintre I a été découverte grâce aux données collectées par le Dark Energy Survey (DES) avec le télescope Víctor M. Blanco de l'Observatoire interaméricain du Cerro Tololo au Chili.
Sa découverte a été annoncée en 2015 par Sergey E. Koposov, Vasily Belokurov, Gabriel Torrealba et N. Wyn Evans.

## Caractéristiques
La galaxie naine est probablement sphéroïdale et ultra-pâle.
Elle serait un des satellites de notre galaxie, la Voie lactée, et appartiendrait ainsi au sous-Groupe local.